# Råinjärv
Råinjärv är en sjö i Torsby kommun i Värmland och ingår i Göta älvs huvudavrinningsområde. Sjön är 6,5 meter djup, har en yta på 0,578 kvadratkilometer och befinner sig 418,1 meter över havet.

## Delavrinningsområde
Råinjärv ingår i det delavrinningsområde (672832-133234) som SMHI kallar för Utloppet av Råinjärv. Medelhöjden är 434 meter över havet och ytan är 2,04 kvadratkilometer. Det finns inga avrinningsområden uppströms utan avrinningsområdet är högsta punkten. Vattendraget som avvattnar avrinningsområdet har biflödesordning 4, vilket innebär att vattnet flödar genom totalt 4 vattendrag innan det når havet efter 480 kilometer. Avrinningsområdet består mestadels av skog (59 procent). Avrinningsområdet har 0,57 kvadratkilometer vattenytor vilket ger det en sjöprocent på 28 procent.